# Cantón de Chelles
El cantón de Chelles es una división administrativa francesa, situada en el departamento de Sena y Marne y la región Isla de Francia.

## Geografía
Este cantón es organizado alrededor de Chelles en él distrito de Torcy.

## Composición
El cantón  de Chelles agrupa  1 comunas:
- Chelles  45 399 habitantes (2 / 3 de la única ciudad en el último tercio Cantón de Vaires-sur-Marne)

## Historia
El cantón de Chelles ha estado constituido en 1964 a partir de territorios que pertenecen a cantón de Lagny-sur-Marne. Han sido amputados por unos municipios de Brou-sur-Chantereine, Vaires-sur-Marne y de una parte del municipio de Chelles, que formaron cantón de Vaires-sur-Marne, en respuesta al decreto n°75-1033 del 28 de octubre de 1975 que llevarán creación de cantones en el departamento de Sena y Marne, para tomar su forma actual.